# Ange (boulangerie)
Pour les articles homonymes, voir Ange (homonymie).
Ange est une chaîne française de boulangerie. Elle franchise plus de 265 points de vente en 2024.

## Historique
Le réseau de boulangeries « Ange » a été fondé le 8 décembre 2008 par François Bultel, ancien  acheteur « boulangerie » en centrale d’achat, associé à sa compagne Patricia Gaffet et leur ami Patrice Guillois, ancien chef de rayon dans la grande distribution et co-fondateur des "boulangeries d’honoré" à Nantes. Il s'agissait, à l'origine, de créer une chaîne locale de boulangerie, mais dès 2012, celle-ci prend une vocation nationale avec l'ouverture d'autres boulangeries à Rouen, à Lille et à Bordeaux.
La première boulangerie portant cette enseigne est ouverte à Miramas dans le Sud-Est de la France. Avec d'autres enseignes de même nature telles que Marie Blachère ou Louise s'installant à proximité d’un supermarché ou d'un grand centre commercial, ce type de réseau offre une autre approche du service de la boulangerie-pâtisserie-sandwicherie en s'éloignant des centres-villes où se situent généralement la plupart de ces commerces.
Le groupe Ange, qui propose une formule de franchise, a connu un développement important pour atteindre plus de 250 points de vente après quinze années de fonctionnement.
En 2018, la chaine ouvre sa première franchise à Montréal au Canada. En août 2024, la chaine compte 10 franchises au Canada et poursuit son expansion[source insuffisante].

## Structure juridique et chiffre d'affaires
Il s'agit d'un réseau commercial fonctionnant sous la forme d'une franchise, les candidats étant recrutés selon un modèle établi par la direction du groupe basé à Aix en Provence. En 2020, cette franchise a été attribuée à 157 boulangeries, ce qui correspond à 2 307 employés et un chiffre d'affaires de 171 millions d'euros.

## Controverses
En 2014, à la suite de l'ouverture d'une boulangerie franchisée de cette marque dans un centre commercial près de Rouen, Jean-Paul Martin, dirigeant du syndicat patronal de la boulangerie-pâtisserie de la Seine-Maritime regrette ce qu'il dénomme une « mutation commerciale » et commente « On marche à l’envers. Plus les commerces se développent en périphérie, plus ils désertent les centres-villes, où ils sont pourvoyeurs d’emplois et de vitalité », la chaîne se défend pourtant de toute forme de concurrence déloyale, argumentant que les clients viennent de tous les secteurs et pas uniquement des secteurs urbains.
En septembre 2019, à Étampes (en Essonne), le maire tente de s'opposer à l’implantation d’une nouvelle boulangerie de cette chaîne dans une zone commerciale de la commune, considérant qu'il s'agit de concurrence déloyale avec les commerces du centre-ville, mais sans succès. La direction de la chaîne rétorque qu'« il y a de la place pour tout le monde ».
Fin 2022, la Répression des fraudes (DGCCRF) adresse un avertissement au groupe Ange pour non respect du jour de repos hebdomadaire dans ses établissements du Doubs, ce qui constitue une concurrence déloyale envers les boulangeries artisanales. 
Fin 2023, la chaîne de boulangerie Ange serait responsable de la fermeture de dizaines de petites boulangeries de centre bourg[réf. nécessaire].